# 鈴木康大
鈴木 康大（すずき やすひろ、1985年10月6日 - ）は、千葉県出身のカヌー選手。身長180cm。

## 主な経歴・成績
小学校時代
- 小学校低学年時より、高校卒業時まで地元小見川のB&G小見川海洋センター（現在香取市海洋センター）にてカヌー練習。わずか数ヶ月で普及艇の部において優勝を果たす。
- 1995年(平成7年) - 4年生時、全国小学生大会 優勝。
- 1997年(平成9年) - 6年生時、全国小学生大会 優勝。

小見川中学校時代
- 1999年(平成11年) - 2年生時、全国中学生大会 優勝。
- 2000年(平成12年) - 3年生時、全国中学生大会 優勝。

千葉県立銚子商業高等学校時代
- 2001年(平成13年) - 1年生時、国際大会（スロバキア） 出場。
- 2002年(平成14年) - 2年生時、国際大会（チェコ） 出場。
- 2003年(平成15年) - 3年生時、静岡国体 優勝。

立命館大学時代
- 2004年(平成16年) - 1年生時、全日本大学選手権 1000mシングル 準優勝、同　1000mフォア 優勝、全日本選手権　1000mフォア 優勝、同　500m フォア 優勝。
- 2005年(平成17年) - 2年生時、全日本大学選手権 1000mシングル 優勝、岡山国体　500mシングル 準優勝、全日本選手権　1000mペア 準優勝、アジア選手権　200mフォア 3位。
- 2006年(平成18年) - 3年生時、ワールドカップ　1000mペア 6位、同　200mフォア 6位、兵庫国体　500mシングル 3位。
- 2007年(平成19年) - 4年生時、フラットウォーターレーシング、カヤック男子、日本代表。日本ランキング1位。

滋賀レイクスターズ時代
- 2008年(平成20年)10月 - 大分国体、カヌー、カヤックシングル500m成年の部、優勝。同200m、4位。北京オリンピック、カヌースプリント1,000mアジア最終予選、3位。
- 2010年(平成22年) - アジア競技大会広州大会、カヤック男子1000m、3位。
- 2011年(平成23年) - カヌースプリント世界選手権ハンガリー大会、24位。 ロンドンオリンピック、カヌースプリント1,000mアジア最終予選、4位。
- 2012年(平成24年) - 退団。

滋賀レイクスターズ退団後
- 北京オリンピックカヌー日本代表、久野綾香と結婚。
- 2016年6月から、福島県二本松市にある、妻の実家で、スポーツジム「SPORTS CLUB DREAM」代表。
- 2017年9月、カヌー・スプリント日本選手権5位
- 2017年12月、ライバル選手の飲み物に禁止薬物を混入させ（パラドーピング）、8年間の資格停止および日本カヌー連盟からの除名処分（後述）

## 他選手に対する禁止薬物の混入
鈴木は2020年東京オリンピックのカヤックフォア（4人制）日本代表候補となっていたが、このままでは自らの出場が危ういと判断。2017年9月11日に石川県小松市で行われた日本カヌースプリント選手権大会にて、代表入りを競う相手である小松正治の飲料用ボトル内に禁止薬物の筋肉増強剤メタンジエノンを混入し、ドーピングによる失格を図った。小松は同日のカヤックシングル200メートルで1位になったが、ドーピング検査で陽性反応を示し、日本アンチ・ドーピング機構より暫定的に資格停止処分を受けた。なお、鈴木は同種目で5位だった。
このことは2018年になって発覚。鈴木が小松に科された処分を知り、良心の呵責から自らこのことを関係者に伝えたことにより発覚したとされている。1月9日に日本カヌー連盟は報道機関の取材に対して一連の事実関係について認めた。また、2010年ごろから他の選手の競技用具を盗んだり、壊したりする妨害行為を繰り返していたことも判明した。これにより日本アンチ・ドーピング機構は鈴木に2017年12月13日付けで8年間の資格停止処分を科し、小松に対する資格停止処分を取り消した。
2018年7月に石川県警により偽計業務妨害で書類送検され、10月に不起訴処分となった。日本カヌー連盟は鈴木に対し、除名処分を行った。